# Carla Marcotulli
Carla Marcotulli (* 1962 in Rom) ist eine italienische Sängerin, die vor allem im Jazzbereich bekannt wurde.

## Leben und Wirken
Marcotulli stammt aus einer musikalischen Familie. Ihr Vater war Toningenieur mit eigenem Studio, wo unter anderem Filmmusik entstand, etwa Soundtracks von Ennio Morricone. Während ihre Schwester Rita Marcotulli sich auf ihre Karriere als Pianistin vorbereitete, begann Carla Marcotulli Flöte zu lernen. Ab 1978 besuchte sie das Konservatorium in Frasinone; dort studierte sie auch Gesang und sang in der Bigband sowie als Solistin im Gospel-Chor des Konservatoriums. 
In den frühen 1980er Jahren begann sie als professionelle Sängerin mit Massimo Urbani, Larry Nocella, Danilo Rea, Roberto Gatto, Giovanni Tommaso, Nicola Stilo und Rita Marcotulli zu arbeiten. 1983 trat sie erstmals mit Chet Baker beim Four Roses Jazz Festival in Rom auf, wenig später mit Carmen McRae bei einem Konzert im Music Inn. 1984 ging sie mit Furio Di Castri für das Album Things ins Studio. Ihr Debütalbum Flying wurde 1986 beim Label Fonit Petra veröffentlicht. 
Marcotulli nahm zusätzlich klassischen Gesangsunterricht und absolvierte am Konservatorium „Benedetto Marcello“ in Venedig ein Diplomstudium in klassischem Gesang und in Jazzgesang. In der Klassik arbeitete sie mit Komponisten wie Claudio Ambrosini, Nicola Piovani und Giovanni Mancuso. 1990 wurde sie Mitglied des von Pietro und Marcello Tonolo geleiteten Keptorchestra. Als Mitglied des Quintetts von Giovanni Tommaso sang sie bei Umbria Jazz Winter und war an Tommasos CD Over the Ocean beteiligt, die im Poll von Musica Jazz zum „Album des Jahres“ gewählt wurde.
1994 trat Marcotulli als Opernsängerin in New York und in Washington DC auf. Mit dem von Klaus Treuheit geleiteten Experimentaltrio „Neue Note“ war sie 1996 und 1997 in Deutschland auf Tournee. Dann war sie an zwei Alben von Paolo Pietrangeli beteiligt, arbeitete mit dem Tommaso Vittorini Orchestra und mit dem Trompeter Luca Bonvini. Mit dem Projekt Amori Imperfetti von Mario Raja und Domenico Starnone gastierte sie bei Umbria Jazz. Für ACT entstand mit Dick Halligan das Album How Can I Get to Mars? (2007), dem 2018 Love Is the Sound of Surprise folgte. Sie ist auch auf Alben von Rita Marcotulli, Carlo Pasceri und Nicola Stilo zu hören.